# Greensburg (Luizjana)
Greensburg – miasto w Stanach Zjednoczonych, w stanie Luizjana, siedziba administracyjna parafii St. Helena.